# Arthur Luiz Piza
Arthur Luiz Piza (* 13. Januar 1928 in São Paulo, Brasilien; † 26. Mai 2017 in Paris) war ein brasilianischer Maler und Grafiker. Er gehörte zu den bedeutenden Vertretern der Abstrakten Malerei und Druckgrafik nach dem Zweiten Weltkrieg.

## Leben
Piza zog in den 1950er Jahren von Brasilien nach Paris. Er studierte Zeichnung bei Johnny Friedlaender und erlernte die traditionellen Mal- und Grafiktechniken. Er entwickelte seine eigene Technik, die auf der Gravur von Kupferplatten beruht, für die er eine Spezial-Tinte verwendete. Sein Stil ist eine Mischung aus Zeichnung und Gravur.
Arthur Luis Piza war in künstlerischem Kontakt zur lateinamerikanischen Künstlerszene der geometrischen Konstruktivisten, die in Paris eines ihrer Zentren hat. Seine Kunst ist allerdings noch vielschichtiger. Seine Werke sind in zahlreichen Museen und Sammlungen weltweit zu sehen, dazu gehören das Museum of Modern Art in New York, das Art Institute of Chicago, die Bibliotheque Nationale in Paris, und das Musée National d’Art Moderne (Centre Pompidou) in Paris. Im Jahr 1959 war er Teilnehmer der Biennale von São Paulo und der documenta II in Kassel. Er stellte auch auf der Biennale von Venedig 1966 aus, gewann die Médaille d’or der II. Biennale de gravure in Florenz 1970 und den Prix de la gravure der III. Biennale von Krakau 1970. Weitere Preise und Auszeichnungen waren der Prix de l’Association des Critiques d’Art de São Paulo 1981, der Prix de la gravure der Biennale von Puerto Rico, 1990 und der Grand Prix de la Critique in São Paulo im Jahr 1994.
Im Jahr 2002 wurde eine große Retrospektive seiner Kunst in São Paulo veranstaltet, die anschließend in Paris zu sehen war.